# Данмери
Данмер[и] (англ. Dunmer), або темні ельфи — одна з рас вигаданого ігрового всесвіту циклу відеоігор The Elder Scrolls.

## Характеристика раси
Данмери — уродженці провінції Морровінд. Іноді сам Морровінд також називають Данмер. Вони відомі вправністю володіння мечем, луком і магією руйнування. Данмери мають захист від вогню і можуть викликати духа предків собі на допомогу.
Данмери складають більше половини населення Морровінда. В Сіродилі, та, можливо, в інших провінціях, їх набагато менше.
Але данмери завжди вагомо впливали на життя Імперії Тамріель. Так, данмер Катарія стала Імператрицею і правила Тамріелем (її чоловік, Пелагіус, був божевільний). Вона досі залишалася єдиним темним ельфом — правителем Імперії. Королева Морровінда Барензія завжди володіла чималим політичним впливом, і зберігає його досі. Не без її допомоги став графом Сіродильского міста Чейдинхол данмер Андел Індаріс з Палатами Хлаалу.
Тривалість життя данмерів описана в «Інтерв'ю з данмером» — тексті від розробників, витриманому в ігровому стилі. У середньому данмери живуть 120—130 років, але окремі представники раси живуть «по двісті і більше років».

## Ешлендери
Ешлендери (англ. Ashlanders) — кочівники-данмери. Ешлендери живуть в засипаних вулканічним попелом околицях Червоної гори, в ті краї вони були витіснені осілими (цивілізованими) темними ельфами. Вони зневажають осілих данмерів, не люблять чужинців, якщо ті не Друзі Племені, і ненавидять Великі Палати Морровінда. Ешлендери сповідують давнє поклоніння предкам, котре осілі данмери змінили на поклоніння Альмсиві, Храму Трибуналу.

## Історія народу Данмер
Раніше раса данмерів іменувалася кімерами. Ці ельфи були такі ж золотошкірі, як альтмери, і спочатку теж жили на острові Саммерсет, звідки емігрували до Морровінду під керівництвом Велота (на честь нього народ темних ельфів іноді називають велотами). Але потім, після Битви під Червоної Горою у Війні Першої Ради вони були покарані дейдричною принцесою Азурою, і «їхня шкіра стала попелом, а очі — жаринками». Нинішні данмери червоноокі і сірошкірі.
Багато елементів культури данмерів нагадують японські або близькосхідні.

## Великі Палати Данмер
Чимало темних ельфів за правом народження чи шлюбу належать організаціям, що називаються Великі Палати. У грі The Elder Scrolls III: Morrowind можна вступити в одну з трьох Великих Палат, які мають представництво у Варденфеллі, за рідкісним винятком в залежності від раси гравця: в Хлаалу, Редоран та Телванні. Інші Палати Морровінда, Палата Індоріл та Палата Дрес, не мають представництва на острові. Палата Дагот (вона ж Шоста Палата) була знищена під час історичної Битви біля Червоної Гори. Відтоді її називають Мертвою Палатою.

## Релігія данмерів
Пантеоном данмерів в книзі «Різновиди віри…» названі такі персоналії: Альмалексія, Вівек, Сота Сіл (цих трьох об'єднують в Альмсиві — пантеон Храму Трибуналу); Боетія , Мефалла, Азура (їх називають добрими принцами даедра, а також Предтечами Трибуналу); Лорхан (поклоніння йому в Морровінді, втім, нема, але на основі Серця Лорхана двемери двічі намагалися створити рукотворного бога Нумідіума); Неревар (один зі святих Храму Трибуналу, також головна фігура одного з ешлендських культів, Культу Нереварина); Молаг Бал, Малакат , Шеогорат, Мерунес Дагон (їх називають злими принцами даедра, або Чотирма стовпами Палати Турбот).

## Видатні данмери
- Неревар — вождь данмерів часів Війни Першої Ради. Його реінкарнація, Нереварин, може бути як данмером, так і представником будь-якої іншої раси.
- Катарія — імператриця Тамріеля (3E 153-3Е 199).
- Барензія — королева-мати Морровінду в грі The Elder Scrolls III: Morrowind.
- Хелсет — король Морровінду, син пані Барензії.
- Дівайт Фір — великий чарівник, відомий довгожитель.
- Ведам Дрен — герцог округу Варденфелл, Морровінд (події TES3).
- Андел Індаріс — правитель графства Чейдинхол (заселеного в основному данмерами й орками), Сіродил (події TES4).
- Вален Дрет — в'язень імперської тюрми, що зустрічається на початку гри, Сіродил (події TES4).

## Ігрові характеристики

### Покращені навички
| в TES3                                                                                                 | в TES4                                                                                            |
| --- | ------------------------------------------------------------------------------------------------- |
| Довгі мечі +5 Руйнування +10 Легкі обладунки +5 Атлетика +5 Містицизм +5 Влучність +5 Короткі мечі +10 | Атлетика +5 Мечі +10 Дробляча зброя +5 Руйнування +10 Легкі обладунки +5 Стрілець +5 Містицизм +5 |

### Особливості
- Страж предків
- Захист від вогню